# Sa nouvelle patrie
Pour plus de détails, voir Fiche technique et Distribution.
Sa nouvelle patrie (titre original : A Ship Comes In) est un film américain réalisé par William K. Howard, sorti en 1928.

## Synopsis
Les Pleznik sont une famille européenne qui immigre aux États-Unis juste avant le déclenchement de la Première Guerre mondiale. La famille est infiniment optimiste quant à sa nouvelle vie, en particulier Pierre, le patriarche de la famille. Il devient ami de son voisin, M. Casey, qui l’aide à trouver un emploi de concierge à l’ambassade locale. Après cinq ans, Pierre devient un citoyen des États-Unis. À cette époque, l’aîné des enfants, Eric est parti rejoindre l’armée, avec le même niveau d’enthousiasme que son père. Mama Pleznik, cependant, est inquiète, mais le laisse partir.
Dans un complot visant à tuer son employeur à l’ambassade, Pierre est piégé lorsqu’un explosif caché dans un paquet qu’il avait donné en guise de remerciement. Lorsqu’un jury le déclare coupable, Il fond en larmes mais finit être optimiste en prison. Sa fortune s’améliore lorsque le vrai poseur, ayant souffert d’une mauvaise conscience, avoue son crime à la police. Son patriotisme loué, il est libéré, récupère son emploi avec des arriérés de salaire et retourne voir sa famille. Après un accueil chaleureux, Pierre est découragé d’apprendre qu’Eric a été tué au combat. Mais son chagrin et celui de Mme Pleznik se transforment en fierté quand ils se souviennent qu’Eric était tout aussi loyal envers son nouveau pays qu’eux. Le film se termine avec Pierre saluant le portrait de son fils sur le mur.

## Fiche technique
- Titre original : A Ship Comes In
- titre français : Sa nouvelle patrie
- Réalisation : William K. Howard
- Scénario : Julien Josephson et Sonya Levien
- Photographie : Lucien N. Andriot
- Montage : Barbara Hunter
- Costumes : Adrian
- Pays d'origine : États-Unis
- Format : Noir et blanc - 1,33:1 - Film muet
- Genre : Drame
- Durée : 70 minutes
- Date de sortie : 1928

## Distribution
- Rudolph Schildkraut : Peter Pleznik
- Louise Dresser : Mme Pleznik
- Milton Holmes : Eric
- Linda Landi : Marthe
- Lucien Littlefield : Dan Casey